# Nesle
Nesle [nɛl] ist eine Stadt und Gemeinde mit 2296 Einwohnern (Stand 1. Januar 2022) im französischen Département Somme in der Region Hauts-de-France. Die Gemeinde gehört zum Arrondissement Péronne und ist Verwaltungssitz des Kantons Ham. Der Ort liegt am Flüsschen Ingon, das wenige Kilometer weiter in den Canal du Nord mündet.

## Geschichte
Im Mittelalter war Nesle eine der mächtigsten Herrschaften des Vermandois. Seit dem Beginn des 12. Jahrhunderts waren die Herren von Nesle auch Burggrafen von Brügge in Flandern. Die Burg verkaufte Jean II. de Nesle 1224 (Siehe auch Grafschaft Nesle).
1141 trat Renaud III., Graf von Soissons, seinen Besitz an seinen Schwager Ives II. von Nesle ab, wodurch die Herren von Nesle  Grafen von Soissons wurden. Sie konnten die Grafschaft bis zur Mitte des 14. Jahrhunderts halten.
Die Familie besaß in Paris auf dem linken Ufer der Seine direkt gegenüber dem Louvre das Hôtel de Nesle mit seinen Gärten, die zu den schönsten der Stadt gehörten, und der Tour de Nesle (um 1200). Dieser Turm bildete das westliche Ende des südlichen Mauerrings. Der Quai de Nesle (heute Quai de Conti), war der erste befestigte Teil des Flussufers (1313).

## Einwohner
| 1962 | 1968 | 1975 | 1982 | 1990 | 1999 | 2006 |
| ---- | ---- | ---- | ---- | ---- | ---- | ---- |
| 2417 | 2483 | 2811 | 2643 | 2642 | 2451 | 2552 |